# サンドラの大冒険 ワルキューレとの出逢い
『サンドラの大冒険 ワルキューレとの出逢い』（サンドラのだいぼうけん ワルキューレとのであい）は、1992年7月23日にナムコ（現・バンダイナムコエンターテインメント）よりスーパーファミコン用ゲームとして発売されたアクションゲーム。「ワルキューレ」シリーズのひとつ。キャラクターデザインは冨士宏。
欧州では『Whirlo』のタイトルで発売された。

## 概要
本作は、ファミリーコンピュータ用ソフト『ワルキューレの冒険 時の鍵伝説』（1986年）、アーケードゲーム『ワルキューレの伝説』（1989年）に登場するキャラクターであるサンドラを主人公にしたアクションゲームである。物語は『ワルキューレの冒険』より過去の出来事にあたり、サンドラが故郷を旅立ち、ワルキューレと出会うまでの物語が描かれている。位置づけとして前日譚であるため、シリーズのメインヒロインであるワルキューレはゲーム本編中には登場しないが、彼女を除くシリーズレギュラーは登場している。
一般的な横スクロールアクションゲームだが、タイム制限や得点の概念が存在しない。サンドラは1回でも敵に触れたり攻撃にあたると一撃死となる。各ステージの合間に絵本のようなビジュアルシーンが用意されている。3種類のジャンプをはじめとした多彩なアクションを駆使しつつ、癖の強い使い勝手の主人公を操作して進めていく。パズル要素もふんだんに盛り込まれており難易度は高い。残機数は8だがコンティニュー回数に制限は無い。パスワード入力の画面下にブラックサンドラの顔と、ゲームオーバーになった回数が表示される。
随所で挿入される会話シーンにおける選択肢によって結末が分岐するが「最後まで心折れず、力尽きてブラックサンドラになってしまうものの、最終的にワルキューレと戦うことで助けられ、仲間になる」ことがストーリー上の正史であるため、そこに繋がらない結末は全てバッドエンド扱いとなる。間違った行動を選択した場合、残機に関係なく即ゾウナによってブラックサンドラ化するバッドエンドに直行する。

## アクション
本作では左右のキー入力で歩き、しばらくすると走りだす。走っている間で可能なアクションを使用するのに必要。移動中に方向転換するとブレーキをかける。これは歩き状態で行うと、ブレーキ中が走り状態として認識される。
ジャンプはBボタンを短く押すことでできる通常ジャンプの他、Aボタンを溜め押しすることで溜めジャンプが可能。この溜めジャンプは、歩きもしくは走り状態で行うと、前に少しだけ進みながらさらに高く飛ぶ（高さは歩き→走り）。ただし、溜めジャンプ中の空中操作は不能。しばらく溜め続けると一時的に操作不能となる。
Aボタンを短く押すとステップ。立ち状態では短いジャンプ、歩き状態では一定速度で短く飛ぶ。ステップは走りより素早く移動でき攻撃も可能だが、一度ステップすると速度制御できず、一定の高さから落ちると滑って一時的に操作不能となる。ステップはジャンプ中と認識される。
Yボタンで慣性を止めて攻撃。壊せる障害物は破壊も可能。ジャンプ中で回転攻撃となり通常攻撃より少しだけ威力が高い。ジャンプ中に下を押しながら攻撃すると下方向へカブト割り。ジャンプ攻撃よりさらに威力が高く、下降中に敵に当てると横方向の速度を維持したまま跳ねることができるが、地面にささると操作不能。
Xボタンできりもみ攻撃。歩きもしくは走り状態でそれに応じた高度で垂直ジャンプをし、徐々に下降しながら滞空する。滞空中に離すと横一直線に突撃する。カブト割りを凌ぐ最も高威力な攻撃だが、即座に繰り出せるカブト割りと比較し準備が必要。また、攻撃を外したり壊せない障害物に当たった際の操作不能時間は特に長く設定されている。
高所から落ちた場合ミスにはならないが、一定以上で踏ん張り少しだけ行動不能。さらに一定以上では僅かに弾んで座りこみ、行動不能は長めになる。

## ストーリー
サンドラ族の青年クリノ・サンドラは、マーベルランドの片田舎サンドランドで妻と息子の3人で平和に楽しく暮らしていた。しかしある日、近くのアルサンドラ山が大爆発しサンドランドが陥没を起こす。空からは死の灰が降り注ぎ、住民は次々と風化病で倒れていった。ついには、サンドラの息子も風化病にかかり命に関わる事態となる。途方に暮れるサンドラと妻。「幻の薬」があれば、風化病は治せるという話を聞いたサンドラは、「幻の薬」を探す旅に出る。道中で蘇った魔王ゾウナがもたらす災いの数々を目の当たりにし、平和を取り戻すべくゾウナに戦いを挑む。

## ステージ構成
全8ステージで構成されており、ステージ内はいくつかのエリアに分かれている。各エリアは、基本的にエリアの最終地点に到達すればクリアとなるが、ボスを倒さないとクリアできないエリアもある。
水浸しの城内で、迫り来る水流から逃げつつゴールを目指すエリアがある「カルデラ城」、海や海賊船が舞台で、揺れ動く小船を乗り継いでいかなければゴールに到達できないエリアがある「ローレライ海」、天空の島が舞台で、強制スクロールする中で複雑に入り組んだ迷路の中を進んでいくエリアがある「ネバーランド」など、個性的なラウンドが用意されている。
「与えられたヒントを元に、嘘の証言をする人物たちの中から、自分が探している人物を見つけ出す」、「3つの重りを同時に船体の甲板につけなければ開かない扉を、うまくサンドラを操作して重りを動かし開かせる」、「いずれかに乗るといずれかが消えてしまう青・赤・緑の足場を乗り継いで、塔の頂上を目指す」など、謎解きやパズル要素が多分に含まれている。サンドラの癖の強い各種アクションの特性と地形構成を的確に把握しなければ突破できないギミックがエリア内には数多くあり、通常のアクション部分でも頭を働かせることが多い。敵との戦闘よりも、知恵を絞って先を目指す要素がかなり強い作品である。
ステージ 1
サンドランド → 不思議の森 → シーザスの谷
ステージ 2
アルサンドラ山 → 炎の洞窟 → アルサンドラ山
ステージ 3
カルデラ城 → ジジの工房 → 姫の間 → カルデラ城地下
ステージ 4
大蛇の森 → ピクシーの家 → 大蛇の森 → 毒キノコの洞窟 → エンマコンダの巣
ステージ 5
ローレライ海 → マッコウクジラが打ち上げられている小島 → 海賊船
ステージ 6
樹の島 → 地下洞窟 → 樹の島 → ローレライ海、カルデラ城地下（選択により分岐） → 樹の島 → 教会
ステージ 7
ネバーランド → 迷路 → 守りの碑 → 卵谷
ステージ 8
えんえん砂漠 → 奇跡の丘 → 幻の塔（知恵の試練 → 慈愛の試練 → 勇気の試練） → エンディング

## 登場人物
サンドラ（クリノ・サンドラ）
本作の主人公。正義感が強く、生真面目で心優しいサンドラ族の青年。本職は農夫だが、凶悪なシーザスを一撃で倒すほどの戦闘力を持つ一族最強の戦士。泳げないのが弱点であり、水辺などのステージで落ちただけでも、白目になって揺れながら沈んでしまう。
「サンドランド」を覆う死の灰がもたらす風化病に犯された我が子と一族の仲間たちの命を救うため、特効薬である幻の薬の手がかりとなる「ひかりのかけら」を求め、三又の槍を手に妻子を残して旅に出る。世界各地でゾウナ復活による災厄や魔物の跋扈を目の当たりにし、平和を取り戻すべくゾウナに戦いを挑む。
サビーヌ
コアクマン族アンディの子供。アルサンドラ山の主にさらわれ、一度は救出するもアルサンドラ山の噴火で母と離れ離れになってしまう。
初登場時は赤ん坊のような姿だが、ステージが進むごとに成長していく姿を見ることができる。
アンディ
サビーヌの母。「アルサンドラ山」の主にさらわれた幼子を救うためズールをいけにえにしようとしたが、サンドラに止められ戦闘になる。倒すと一族の宝である「ひかりのかけら」と引き換えに助けを求める。
一度はサビーヌを取り戻すも、アルサンドラ山の噴火で離ればなれになり、その後は海賊船のとある場面で少しだけ登場し、その後卵谷でようやくサビーヌと再会する。
三日月王
コアクマンの村を襲い、サビーヌをさらっていたステージ2の中ボス。
ズール
神出鬼没のコソ泥。しみったれたずる賢い性格だがどこか憎めない男。サンドラの後を付けまわし、しつこく儲け話を持ちかけてくる。
今作のバッドエンドメーカーであり、選択肢によるバッドエンドのほぼ全てに彼が絡んでくる。
たろう（カッパたろう）
ビオラ弾きの名手を夢見ているカッパ族の男の子。キュウリ作りの才能があり、将来家業のキュウリ作りを継ぐか、ビオラ弾きを目指すか思い悩むことも。
ステージ6の最後でビオラを続けるか、諦めさせてキュウリ作りをさせるかの選択をサンドラに委ねられる（どちらを選んでもゲーム進行に影響はないが、ビオラを続けた場合は樹の島に蔓延した病をビオラで解決したか否かで上手さが変わる）。
ジジ
カルデラ城の下にある工房で水没に備え船を制作している。
光のかけらに関しては何も知らないが、城の最上階へ行くために協力してくれる。
ひなげし
ジジの工房でお手伝いで働いている、伝説の曲芸師ドドの娘。トトに一目惚れする。
両親はすでに故人となっており、樹の島に墓が存在する。
ステージ6の最後でトトとガディ、どちらと結婚するかの二択をサンドラに委ねられる（どちらを選んでもゲーム進行に影響はない）。
トト
ドドの一番弟子である、ナイフ使いの曲芸師の青年。ひなげしに恋をしている。
樹の島に蔓延している病に効く「やくしのナイフ」を持つ。
病問題を解決させるにはトトを救出しにローレライ海へ行くか、ビオラのコツを教わりにたろうをカルデラ城地下へ連れて行くかの二択となり、仮に後者を選んでも勝手に救助される。
ガディ
ジジの工房で大工として働いている青年。密かにひなげしに恋をしている。
泳ぎには自信があるらしく、沈む海賊船から樹の島まで泳いだという話を聞ける。
ティアナ
カルデラ城の姫。ニコルという男性に恋をしている。かなりの泣き虫であり、大量の涙で城内をはじめ、周辺まで水浸しにしている。
ニコルの特徴を話して、彼の手掛かりを探すようサンドラに依頼する。サンドラが来た時点では顔を見た者はおらず、選択肢によって「べっぴんさん」か「ブス」になる。
この選択肢はティアナの見た目と性格の他、ゲーム進行に影響が発生する。
ニコル
ティアナ姫が探す髭を生やした男性。パンフルートの名手。ティアナに関する選択肢によって性格が異なる。
また、カルデラ城の地下には他にも４人のニコルが住んでおり、そのうちの一人はビオラの先生と呼ばれている。
ピクシー一家
「大蛇の森」に住む妖精ピクシー族の家族。名前は不詳だが、父、母、生後数か月の赤ん坊（男児）の3人構成。
のちに洪水のため「樹の島」に移り住むが、トリガーに襲われおくるみに包まれた赤ん坊が拐われてしまう。拐われた赤ん坊は、トリガーの巣で餌になりそうなところをサビーヌによって救助される。
フェアリー
「ネバーランド」の妖精。他にも2人の仲間がいるが、名前は不詳。
「樹の島」でサンドラを篭に乗せて、3人で天空の島「ネバーランド」へ送り届ける。
ウォルター
「ネバーランド」を統治している長老。フェアリーたちを従えている。
ゾウナ
時の鍵の封印が破れたことにより蘇った魔王。平和で穏やかだったマーベルランドに混沌と破壊をもたらす。
サンドランドを陥没させて死の灰を振りまき、風化病を蔓延させた張本人。本作のラストボス。
ワルキューレ
『時の鍵伝説』の主人公である神の子。エンディングにのみ登場。

## スタッフ
- プログラム：CARROT おがわん、SHIN
- アニメーション：べん・ザ・グレート
- マップ・エディット：まつ
- エネミー・オペレーション：SHIN、MOON SIDE
- パペット・オペレーション：おがわん、MOON  SIDE
- グラフィック：なべ、Q、かねボー、ちょっぴり す
- サウンド・ユニット：のりりん（富樫則彦）なかのぶ タロー、エビハラ
- アート・コンセプト、キャラクター・デザイン：やりなげ
- ライター：いっぱいでたよ コアクマン
- シナリオ：いっぱいでたよ コアクマン、MARS 89-92
- スペシャル・サンクス：IGA、ジョー・ししど、ナベ2、かえるしゃちょう もうだめちう、プレリュード・ガンマ

## 評価
ゲーム誌『ファミコン通信』の「クロスレビュー」では、6・6・7・5の合計24点（満40点）。『ファミリーコンピュータMagazine』の読者投票による「ゲーム通信簿」での評価は以下の通り、22.60点（満30点）でスーパーファミコン全ソフトの中で55位（323本中、1993年時点）となっている。また、同雑誌1993年8月情報号特別付録の「スーパーファミコンオールカタログ'93」では、「絵本のようなビジュアルシーン、ナゾ解きも盛り込まれ、かなりストーリー性が重視されている」と紹介された。
| 項目 | キャラクタ | 音楽 | 操作性 | 熱中度 | お買得度 | オリジナリティ | 総合  |
| 得点 | 4.27       | 3.78 | 3.67   | 3.64   | 3.57     | 3.66           | 22.60 |